# آرناود، هیله‌خوم
آرناود (به هلندی: Arnoud) یک منطقهٔ مسکونی در هلند است که در هیله‌خوم واقع شده‌است. آرناود ۰ نفر جمعیت دارد.